# Lleis de Clarke
Les Lleis de Clarke de l'escriptor britànic de ciència-ficció Arthur C. Clarke (1917-2008) son tres lleis que va formular relacionades amb l'avanç científic:
| «                   | - 1a. Quan un científic eminent però ancià afirma que alguna cosa és possible, és gairebé segur que té raó. Quan afirma que alguna cosa és impossible, molt probablement està equivocat. - 2a. L'única manera de descobrir els límits del possible és aventurar-se una mica més enllà, cap a l'impossible. - 3a. Tota tecnologia prou avançada és indistingible de la màgia. | » |
| — Arthur C. Clarke, | |   |

## Orígens
Un relat deia que les lleis de Clarke es van desenvolupar després que l'editor de les seves obres en francès comencés a numerar les afirmacions de l'autor. Clarke va formular la primera d'aquestes lleis en l'assaig "Hazards of prophecy: the failure of imagination" («Perills de la profecia: la falta d'imaginació») que es troba en el llibre Profiles of the future (Perfils del futur, de 1962).
En una edició revisada d'aquest mateix llibre (de 1973), Clarke va desenvolupar la segona llei i va proposar la tercera, amb la idea d'arrodonir el nombre: «Si tres lleis van ser suficients per a Newton, modestament decideixo parar aquí», va agregar. La tercera llei és la més coneguda i la més citada. Es va publicar en una carta de 1968 a la revista Science i finalment es va afegir a la revisió de 1973 de l'assaig "Hazards of Prophecy".